# Nach dem Sommer
Nach dem Sommer (engl. Originaltitel: Shiver) ist ein Roman und New York Times Bestseller von Maggie Stiefvater, der erstmals im Oktober 2009 erschien. Im September 2010 erschien die deutsche Übersetzung von Sandra Knuffinke und Jessika Komina im script5 Verlag. Der zweite, dritte und vierte Band heißen Ruht das Licht (engl. Originaltitel: Linger, 2011), In deinen Augen (engl. Originaltitel: Forever, 2012) und Schimmert die Nacht (engl. Originaltitel: Sinner, 2015).

## Handlung
In den Wäldern von Mercy Falls lebt der Junge Sam, der sich jedes Jahr, wenn es kälter wird, in einen Wolf verwandelt. Die Sommer verbringt er als Mensch. Während des Winters beobachtet er Grace, ein Mädchen, das er einst vor den anderen Wölfen, seinem Rudel, gerettet hat, doch als Mensch traut er sich nicht, sie anzusprechen. Nach dem Tod eines Jungen, der von den Wölfen angegriffen wurde, wird eine Treibjagd veranlasst. Dabei wird Sam angeschossen und verwandelt sich. Als Grace den Jungen blutend auf ihrer Terrasse vorfindet, zweifelt sie keine Sekunde lang; das sind die Augen ihres Wolfes. Die beiden verlieben sich, doch der endgültige Abschied naht, als der Winter immer näher rückt. Und Sam weiß: dies ist sein letztes Jahr in menschlicher Gestalt. Seine einzige Möglichkeit ist, sich mit einer Krankheit infizieren zu lassen, bei der es zwei Szenarien gibt: Überleben und ein Mensch bleiben oder sterben.

## Fortsetzungen
Auf das Buch Nach dem Sommer folgt Ruht das Licht. In diesem Teil kommen zu den erzählten Kapiteln aus Sams und Graces Sicht jetzt auch noch die von Cole, einem neuen Wolf, den Beck als Nachfolger ausgewählt und verwandelt hat, und von Isabel, die schon aus dem ersten Teil bekannt ist.
Sam hat den Wolf in sich besiegt und lebt nun ein Leben mit Grace. Doch nun ist es Grace, die sich ihrer Zukunft unsicher ist. Sie bekommt hohes Fieber, hat starke Schmerzen und immer öfter Nasenbluten. Sie weiß: das Rudel ruft nach ihr. Zu allem Überfluss fangen Grace´ Eltern an, sich gegen ihre Beziehung mit Sam zu sträuben, verbieten ihr den Umgang und nehmen ihr ihr Handy weg. Auch der Neue – Cole – scheint nur Ärger zu machen. Er will nur eins: ein Wolf sein, vergessen wer er ist, doch trotz allem schafft er es nicht dauerhaft einer zu bleiben. Auch Sam wird vor immer größere Probleme gestellt.
Grace geht es währenddessen immer schlechter, bis sie anfängt, ihr eigenes Blut zu erbrechen und ins Krankenhaus gebracht werden muss. Sam, Cole und Isabel ahnen: Sie wird sterben. Um das zu verhindern überlegt sich Cole einen Ausweg: Grace muss wieder ein Wolf werden. Sein Plan ist es nun, Grace zu beißen und sie so zu retten, was Sam große Sorgen bereitet. Trotz allem willigt er ein.
Im dritten Teil In deinen Augen wartet Sam sehnsüchtig auf Grace, die nun ein Wolf ist. Es ist Frühling und Cole experimentiert immer noch zum Thema „Wie wird man ein Wolf, wie lange ist Sam geheilt und was verwandelt uns?“ Eines Tages retten Cole und Sam einen Wolf, der in eine Lehmgrube gefallen ist: Es ist Grace. Sam ist überglücklich, als sie sich verwandelt: Nun sind die beiden wieder vereint.
Doch das Glück hält nicht lange, denn ein von Wölfen getötetes Mädchen wird im Wald gefunden. Nun ist Mercy Falls endgültig in Sorge und so wird eine Hubschrauberjagd zur Ausrottung der Wölfe festgelegt.
Sam muss alles tun, um seine Familie zu retten. Doch Cole kommt nur zu einem Schluss: die Wölfe müssen umgesiedelt werden und Sam ist der Einzige, der das könnte.
Mithilfe eines eingeweihten Polizisten finden sie ein passendes Waldstück. Jetzt liegt es nur noch an Sam. Doch er weiß, er muss einen hohen Preis zahlen und wieder ein Wolf werden. Doch als die Jagd vorverschoben wird, muss sich Sam entscheiden.

## Auszeichnungen
- Jugendbuch des Monats Dezember 2010 der Deutschen Akademie für Kinder- und Jugendliteratur
- Landshuter Jugendbuchpreis 2011